# Rolstonus
Rolstonus is een geslacht van wantsen uit de familie van de Acanthosomatidae (Kielwantsen). Het geslacht werd voor het eerst wetenschappelijk beschreven door Froeschner in 1997.

## Soorten
Het genus is monotypisch en bevat alleen de volgende soort:

- Rolstonus rolstoni Froeschner, 1997